# Craig Stein
Craig Stein (* in London, England) ist ein britischer Schauspieler und Synchronsprecher.

## Leben
Stein stammte ursprünglich aus London. Er machte seine Ausbildung zum Schauspieler an der Sylvia Young Theatre School und spielte anschließend in Stücken des West End Theatre mit, war aber auch für andere Bühnen im Einsatz. Sein Fernsehdebüt gab er 1995 in einer Episode der Fernsehserie Casualty und in der Fernsehserie The Biz in der Rolle des Mark. Diese verkörperte er bis einschließlich 1997 in insgesamt 24 Episoden. Erst ab den 2010er Jahren war er wieder verstärkt als Fernseh- und Filmdarsteller tätig. Er hatte 2013 Episodenrollen in den Fernsehserien Love Matters und Law & Order: UK und übernahm 2015 Nebenrollen in den Filmen A Song for Jenny und Soft Lad – Liebe auf Umwegen. 2018 war er im Tierhorrorfernsehfilm Lake Placid: Legacy in der Rolle des Spencer zu sehen. Im selben Jahr hatte er außerdem eine Episodenrolle in der Fernsehserie Doctors und eine Nebenrolle im Film Mary Poppins’ Rückkehr inne. Danach wirkte er als Synchronsprecher in den Serien Thunderbirds Are Go und Elliott, der Junge von der Erde mit. 2021 hatte er außerdem eine Rollenbesetzung in dem Film Tom & Jerry.

## Filmografie (Auswahl)

### Schauspiel
- 1995: Casualty (Fernsehserie, Episode 10x01)
- 1995–1997: The Biz (Fernsehserie, 24 Episoden)
- 2008: Holby City (Fernsehserie, Episode 10x39)
- 2009: Take That: The Circus Live
- 2010: National Theatre Live: Nation
- 2011: National Theatre Live: Fela!
- 2013: Hiding in the shadows (Kurzfilm)
- 2013: Love Matters (Fernsehserie, Episode 1x04)
- 2013: Law & Order: UK (Fernsehserie, Episode 7x01)
- 2015: A Song for Jenny (Fernsehfilm)
- 2015: Soft Lad – Liebe auf Umwegen (Soft Lad)
- 2016: Ménage (Kurzfilm)
- 2017: Almost Saw the Sunshine (Kurzfilm)
- 2018: Doctors (Fernsehserie, Episode 19x130)
- 2018: Lake Placid: Legacy (Fernsehfilm)
- 2018: Mary Poppins’ Rückkehr (Mary Poppins Returns)
- 2020: Homeland (Fernsehserie, Episode 8x08)
- 2020: The Scene (Kurzfilm)
- 2021: Tom & Jerry

### Synchronisationen
- 2018–2020: Thunderbirds Are Go (Animationsserie, 13 Episoden)
- 2021: Elliott, der Junge von der Erde („Elliott from Earth“, Zeichentrickserie, 5 Episoden)

## Theater (Auswahl)
- Rent (Duke of York’s)
- Wicked (Original London Cast, Apollo Victoria)
- Fame (Aldwych)
- Oliver! (Palladium)
- 5,6,7,8 (Royal Court)
- FELA! (National)
- Nation (National)
- Wig Out (Royal Court)
- Carousel (National)